# Pellaea prolifera
Pellaea prolifera är en kantbräkenväxtart som beskrevs av Schelpe. Pellaea prolifera ingår i släktet Pellaea och familjen Pteridaceae. Inga underarter finns listade.